# Zilora elongata
Zilora elongata là một loài bọ cánh cứng trong họ Melandryidae. Loài này được J. Sahlberg miêu tả khoa học năm 1881.